# Groß Breesen (Guben)
Groß Breesen (niedersorbisch Brjazyna) ist ein Ortsteil der Stadt Guben im Landkreis Spree-Neiße in Brandenburg.

## Lage
Groß Breesen liegt in der Niederlausitz unmittelbar an der Grenze zu Polen. Die Stadt Guben ist etwa vier Kilometer entfernt. Umliegende Ortschaften sind Bresinchen im Norden, die bereits in Polen liegenden Dörfer Budoradz (Buderose) im Nordosten, Drzeńsk Wielki (Klein Drenzig) im Osten und Drzeńsk Mały (Groß Drenzig) im Südosten, die Stadt Guben im Süden sowie die zur Gemeinde Schenkendöbern gehörenden Ortsteile Wilschwitz und Grano im Südwesten, Lauschütz im Westen und Sembten im Nordwesten.
Groß Breesen liegt an der Landesstraße 7148 nach Guben. Die Bundesstraße 112 nach Frankfurt (Oder) verläuft durch den westlichen Teil der Gemarkung des Dorfes. Durch Groß Breesen verläuft die Bahnstrecke Frankfurt (Oder)–Cottbus.
Die Lausitzer Neiße fließt östlich des Ortes entlang der Grenze zu Polen.

## Geschichte

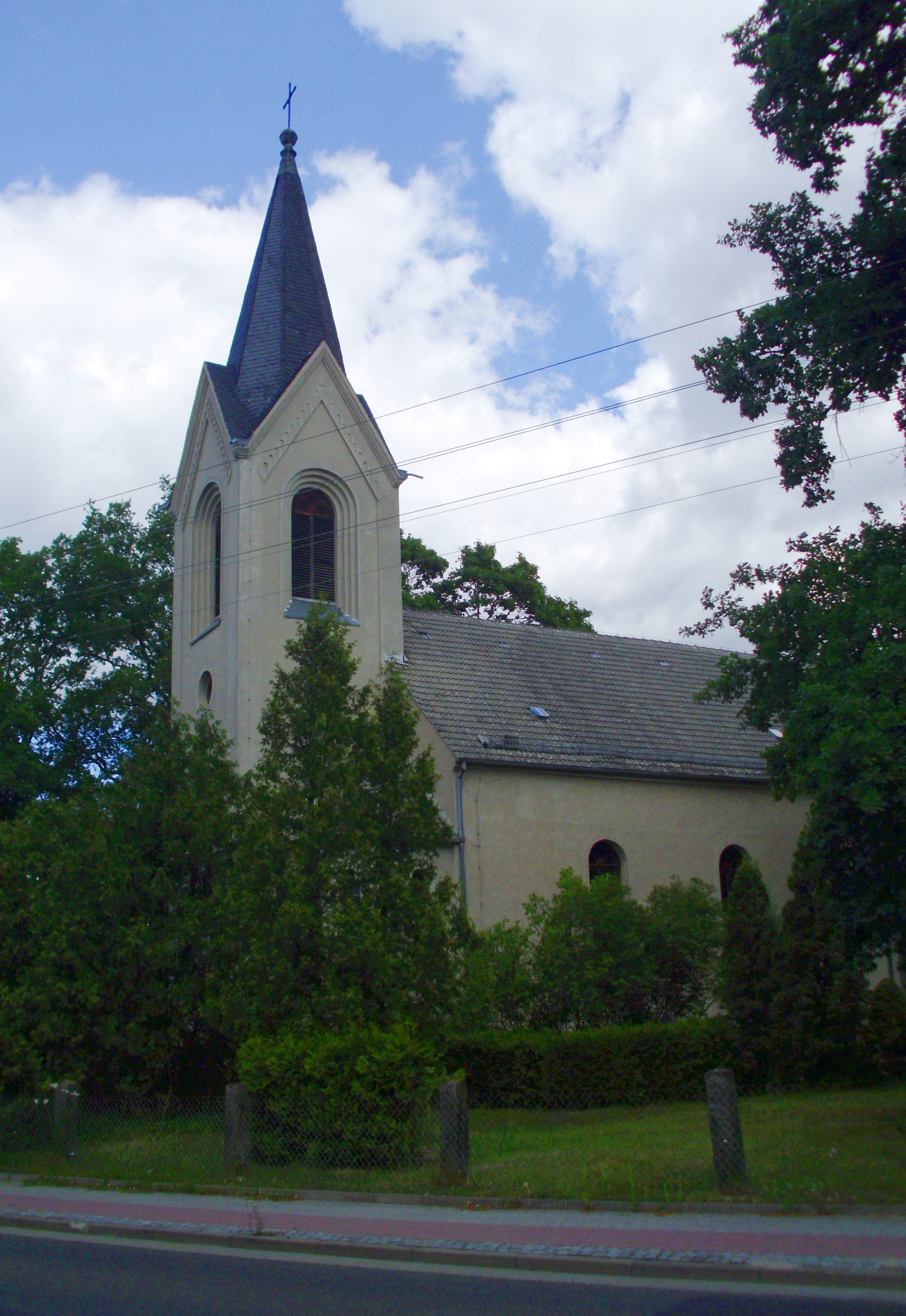
Dorfkirche

Erstmals wurde Groß Breesen im Jahr 1293 als „Bresyn“ urkundlich erwähnt. 1347 erfolgte die Namensnennung als „grossen Breesen“. Der Ortsname stammt aus der sorbischen Sprache und bedeutet „Birkenwald“, der Zusatz „Groß“ dient der Unterscheidung zum benachbarten Bresinchen („Klein Breesen“). Groß Breesen erhielt als Pfarrei eine eigene Mutterkirche. Die fünf Dörfer Breslack, Coschen, Seitwann, Buderose und das heutige Vorwerk Grunewald waren nach Groß Breesen eingepfarrt. 1852 wurde die alte Dorfkirche von Groß Breesen durch einen Neubau ersetzt.
Das örtliche Rittergut wies mehrfach Besitzerwechsel auf. Es war ein altes Lehngut in der Hand mehrerer Adelsfamilie, wie den von Beerfeldt(e), von Haugwitz. Andere Adelsgeschlechter hielten kurz Anteile am Gut Groß Breesen, wie Wilhelm Ernst Sigismund von Ferentheil und Gruppenberg durch Einheirat. Das Gut hatte einen Umfang von etwa 590 ha, davon waren 157 ha Forsten. Mitte der 19. Jahrhunderts gehörte es der briefadeligen Familie von Kutzschenbach, vertreten durch den kurfürstlich sächsischen Premierleutnant Moritz von Kutzschenbach (1763–1847), verheiratet mit Karoline von Gabriel-Gansgrün, dann durch ihren Sohn, Ferdinand von Kutzschenbach (1799–1857), liiert mit Rosamunde Trierenberg. Groß Breesen war teils Nebengut, Hauptwohnsitz Gut Gansgrün. Die Nachfahren, u. a. der Sohn Alexander von Kutzschenbach (1835–1909), hatten dann Gutsbesitz in Georgien und erhielten die Anerkennung des kaiserlich russischen Barontitel. Daher fand auch die Hochzeit der Elisabeth von Kutzschenbach mit Oswald von Hertzberg in Groß Breesen statt. Um 1880 war der bürgerliche Landwirt Heinrich Caesar der Eigentümer des Gutes. 1892 wurde er ihm vom Kaiser der Charakter eines Oekonomie-Rats verliehen. Ihm folgten aus seiner Familie Oskar Caesar, und in den 1920er Jahren Heinz Caesar als Verwalter. Die Gutsgröße blieb mit 599 ha stabil, vor der großen Wirtschaftskrise 1929/1930.
1862 wurde gegenüber der Kirche das erste Schulgebäude errichtet. An dieser Schule wurden bis zu 193 Schüler der Dörfer Groß Breesen, Grunewald und Bresinchen unterrichtet. 1905 wurde eine zweite Schule gebaut, fortan wurde in beiden Gebäuden unterrichtet.
Während des Ersten Weltkrieges wurde in Groß Breesen ein Kriegsgefangenenlager für 1.800 Gefangene errichtet. Der erste Transport russischer Kriegsgefangener traf am 11. September 1914 in Groß Breesen ein. Der offizielle Name des Lagers lautete „Kriegsgefangenenlager Guben“, allerdings bürgerte sich schnell die Bezeichnung „Russenlager“ im Sprachgebrauch ein. Im Juli 1921 wurde das Lager aufgelöst. Zeitweise befanden sich im Lager 10.000 Gefangene, mindestens 500 Gefangene starben.
1953 erhielt Groß Breesen einen eigenen Kindergarten. Seit 2005 wird dieser von einem freien Träger verwaltet, zuvor war es die Stadt Guben. Zum 1. Januar 1976 wurden die Landwirtschaftlichen Produktionsgenossenschaften „Blühende Aue“ aus Bresinchen und „Fortuna Groß Breesen“ sowie die Gärtnerischen Produktionsgenossenschaften „Groß Breesen“ und „Guben“ zur „GPG Fortuna“ mit Sitz in Groß Breesen zusammengeschlossen. Nach der Wende wurde die GPG in die „Gubener Gemüse- und Agrargenossenschaft“ umgewandelt, welche 1998 in Insolvenz ging.
Groß Breesen lag seit jeher im Königreich Preußen, zwischen 1816 und 1945 war der Ort dort Teil des Regierungsbezirkes Frankfurt in der Teilprovinz Neumark. Innerhalb des Regierungsbezirkes war Groß Breesen Sitz des gleichnamigen Amtsbezirkes, dem unter anderem auch die Gemeinden Bresinchen und Grunewald angehörten. Zur Zeit der Sowjetischen Besatzungszone lag Groß Breesen zwei Jahre lang im Landkreis Frankfurt (Oder). Am 1. Juli 1950 erfolgte die Eingemeindung nach Guben.
Am 25. Juli 1952 wurde Groß Breesen dem neu gebildeten Kreis Guben im Bezirk Cottbus zugeordnet. Nach der Wende lag die Gemeinde zunächst im Landkreis Guben und wurde mit der brandenburgischen Kreisreform vom 6. Dezember 1993 dem Landkreis Spree-Neiße zugeordnet.
Die Groß Breesener Kirche gehört zur Kirchengemeinde Region Guben innerhalb des Kirchenkreises Cottbus der Evangelischen Kirche Berlin-Brandenburg-schlesische Oberlausitz.

## Bevölkerungsentwicklung
| 1875 | 793 | 1933 | 1206 |
| 1890 | 911 | 1939 | 1240 |
| 1910 | 900 | 1946 | 1681 |
| 1925 | 863 |      |      |

## Persönlichkeiten
- Johann Crüger (1598–1662), Komponist, geboren in Groß Breesen
- Ernst Tillich (1780–1807), Pädagoge, geboren in Groß Breesen
- Günther Harder (1902–1978), evangelischer Pfarrer, Theologe und Hochschullehrer, geboren in Groß Breesen